# Lars Walther
Lars Walther (ur. 15 października 1965 w Aalborgu) – duński trener piłki ręcznej. W latach 2010–2013 szkoleniowiec Wisły Płock, do której trafił z niemieckiego klubu TV Emsdetten, który trenował w 2. Bundeslidze.

## Osiągnięcia

### Zawodnicze
- 1988 Srebrny medal ligi portugalskiej
- 1988 Złoty medal Pucharu Portugalii
- 1998 Srebrny medal ligi islandzkiej
- 1999 Srebrny medal Pucharu Islandii

### Trenerskie
- 2005 1/8 finału Ligi Mistrzów z RK Gorenje Velenje
- 2007 Srebrny medal ligi włoskiej
- 2011 Mistrzostwo Polski z Orlen Wisłą Płock[1]
- 2012 Wicemistrzostwo Polski z Orlen Wisłą Płock